# Myzomela cardinalis
El mielero cardenal (Myzomela cardinalis) es una especie de ave paseriforme de la familia Meliphagidae que vive en Oceanía.

## Subespecies
- Myzomela cardinalis cardinalis
- Myzomela cardinalis lifuensis
- Myzomela cardinalis nigriventris
- Myzomela cardinalis pulcherrima
- Myzomela cardinalis sanfordi
- Myzomela cardinalis santaecrucis
- Myzomela cardinalis tenuis
- Myzomela cardinalis tucopiae

## Distribución
La especie se extiende por las islas Salomón, Vanuatu, Samoa y Samoa Americana.